# Zaïre-Ghana
Zaïre-Ghana es un álbum de estudio del grupo Zaïko Langa Langa lanzado en 1993, y anteriormente como Plaisir De L'Ouest Afrique en 1976. Fue producido por el guitarrista congoleño Henri Bowane. El álbum lleva ese título por ser grabado mientras ocurría la gira del grupo en países como Togo y Ghana. Fue lanzado originalmente con el label Essiebons, en la edición de 1993, se lanzó en RetroAfric.

## Historia

### Grabación y salida original
Tras éxitos en el Zaire, el grupo Zaïko Langa Langa hace una gira en África del Este siendo producidos por el guitarrista Henri Bowane que se basó en Ghana desde 1960. Tocaron en el Caprice Club de Ghana, y más tarde, entrarían al estudio Essiebons (se puede oír a Nyoka Longo en las canciones decir ''Essiebons, how are you''). 
Sacan las canciones Zaïko Wawa (Manuaku) y Ngeli Ngeli (Matima) en singles hasta que más tarde sacarían siete canciones en un vinilo. Al volver de Ghana, tocan un concierto en la televisión nacional de Zaire (lanzado en 1993 como Les Merveilles Du Passé, Zaïko)

### Reedición
En 1993, el label RetroAfric lo remasteriza en Londres y relanza el álbum como Zaïre-Ghana. Sacan la reedición también en 2006.

## Tracklisting

#### Edición original[2]
1. Ma (Nyoka Longo) - 9:17
2. Ngeli Ngeli (Matima) - 9:16
3. Zaïko Balawukidi (Zaïko) - 9:18
4. Wabon'kum Blues (Nkumu) - 4:12

##### Reedición[3]
1. Zaïko Wawa (Manuaku) - 8:33
2. Saloti (Nyoka Longo) - 9:12
3. Bomwana (Zaïko) - 9:16
4. Wabon'kum Blues (Nkumu) - 4:12
5. Astrida (Olemi Eshar) - 9:17
6. Ngeli Ngeli (Matima) - 9:16
7. Zaïko Balawukidi (Zaïko) - 9:18